# Maesa
Maesaceae é uma família de plantas angiospérmicas (plantas com flor - divisão Magnoliophyta), pertencente à ordem Ericales.
Esta família compreende uma centena de espécies incluidas num único género: Maesa.
São plantas trepadeiras de folha persistente. Também contém espécies arbóreas. São originárias de regiões temperadas a tropicais, da Ásia, Austrália e Oceania.